# سامودیوا
سامودیوا (به بلغاری: Samodiva) روستایی در بلغارستان است که در شهرستان کیرکوفو واقع شده‌است.